# Campionato Primavera 1968-1969
Il Campionato Primavera 1968-1969 è stata la 7ª edizione del Campionato Primavera. I detentori del trofeo sono il Torino per la serie A e il Verona per la serie B.
Le squadre vincitrici del torneo sono state l'Inter che si è aggiudicata il titolo di campione nazionale della serie A per la terza volta nella sua storia e il Brescia che si è aggiudicata il titolo della serie B per la prima volta nella sua storia.